# 費城牛肉芝士三明治

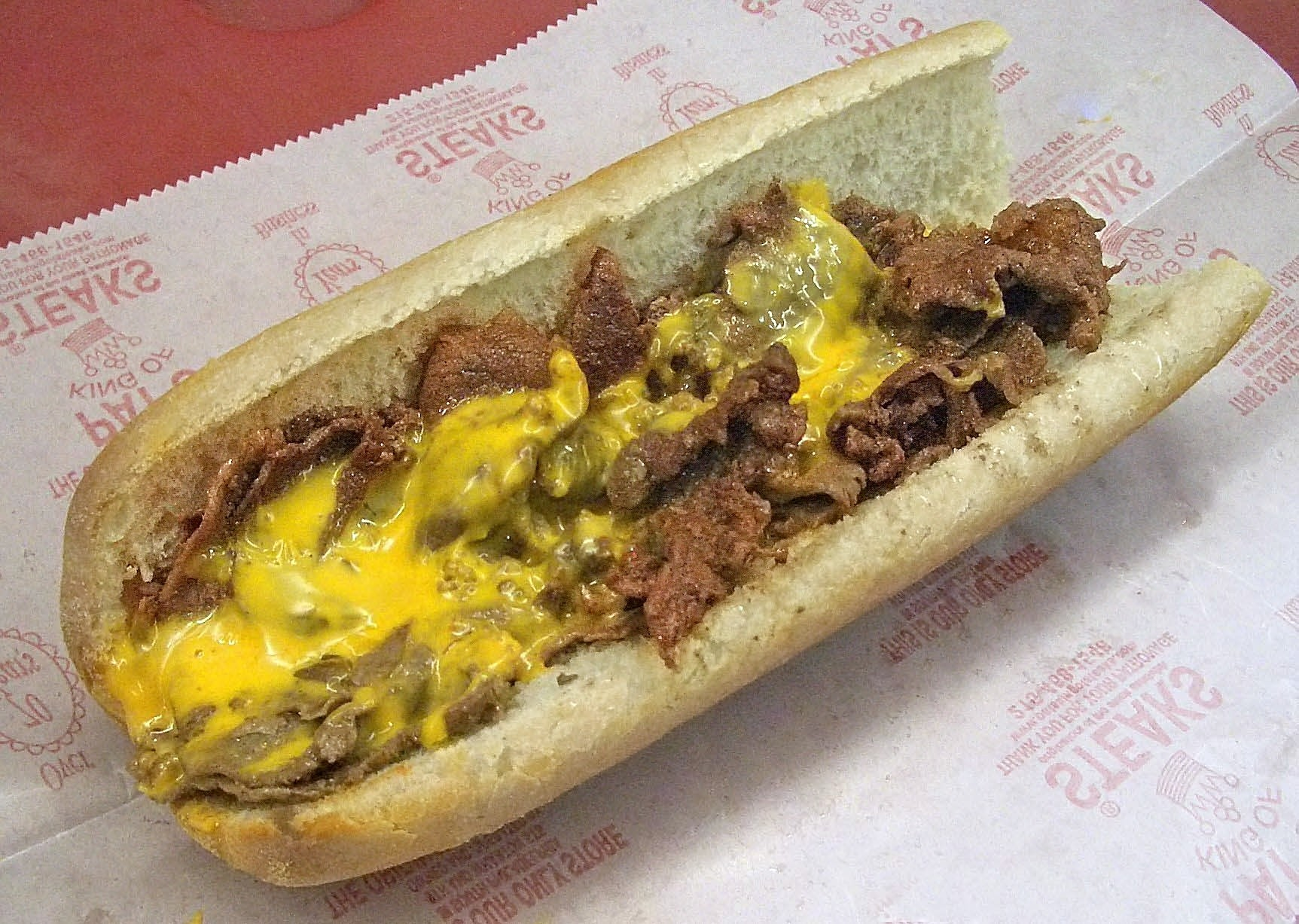
費城牛肉芝士三明治

費城牛肉芝士三明治（英語：Cheesesteak、Philadelphia cheesesteak、Philly cheesesteak、cheesesteak sandwich、cheese steak、steak and cheese）是費城一帶流行的快餐。將切得很薄的牛肉片加上融化的起司，夾在一種長形麵包（hoagie roll）裡做成三明治。

## 歷史
根據一本1987年費城圖書館公司（Library Company of Philadelphia）出版的展覽目錄以及費城歷史學會（Historical Society of Pennsylvania）表示，費城牛肉起士三明治發源自20世紀初期，「在一小條麵包上添加香煎牛肉、洋蔥和起司」。
費城居民，帕特與哈利（Pat and Harry Olivieri）常被認為是費城牛肉起士三明治的發明者，他們在1930年早期，販售一種碎牛肉夾入義大利麵包做成的三明治。但實際上仍有爭議，帕特和哈利原本經營一個熱狗攤，某天他們做了一種加碎牛肉和烤洋蔥的新款三明治。確切的故事眾說紛紜，但據其中一種說法，帕特正在吃這個三明治的時候，一個計程車司機剛好路過，而且對這個三明治很有興趣，所以也點了一份。吃過以後，計程車司機建議他們不要再賣熱狗，只賣新的三明治就好了。於是位於費城南邊義大利市場附近的熱狗攤，就開始販賣這種牛排三明治。他們生意越來越好，帕特之後就開了名為Pat's King of Steaks的餐廳，至今仍在營業。原本的三明治不含起司；店家表示：最先把波羅伏洛起司加進三明治的人是店址還在瑞吉大道（Ridge Avenue）時，一位名為Joe "Cocky Joe" Lorenza的經理。
費城牛肉起士三明治無論在餐廳或小吃攤都是熱門菜色，費城市區有很多店家都是家族獨資經營的。很多連鎖速食店會供應牛肉起士三明治。高級餐廳也有各自的三明治版本。許多費城外的店家在稱呼這種三明治時，會特別加上「費城」二字。